# Rejon horodyszczeński
Rejon horodyszczeński – jednostka administracyjna wchodząca w skład obwodu czerkaskiego Ukrainy.
Rejon utworzony w 1923, ma powierzchnię 887 km² i liczy około 40 tysięcy mieszkańców. Siedzibą władz rejonu jest Horodyszcze.
Na terenie rejonu znajdują się 1 miejska rada, 2 osiedlowe rady i 17 silskich rad, obejmujących w sumie 21 wsi i 8 osad.

## Miejscowości rejonu
- (Будо-Орловецька)
- (Цвіткове)
- (Дирдин)
- (Дмитрове)
- Horodyszcze (Городище)
- (Хлистунівка)
- (Ільченкове)
- (Калинівка)
- (Ксаверове)
- (Кличкове)
- (Кудинівка)
- (Мліїв)
- (Моргунове)
- (Набоків)
- (Незаможник)
- Orłowiec[2] (Орловець)
- (Петрики)
- (Петропавлівка)
- (Сагайдачне)
- (Сегединці)
- (Стадниця)
- (Старосілля)
- (Тихі Верби)
- (Товста)
- (Трихуторівка)
- (Валява)
- (Вільшана)
- (В'язівок)
- (Вербівка)
- (Воронівка)
- (Зелена Діброва)
- (Журавка)